# 广成子
广成子，中国道教传说的神仙，黄帝曾向他问道。

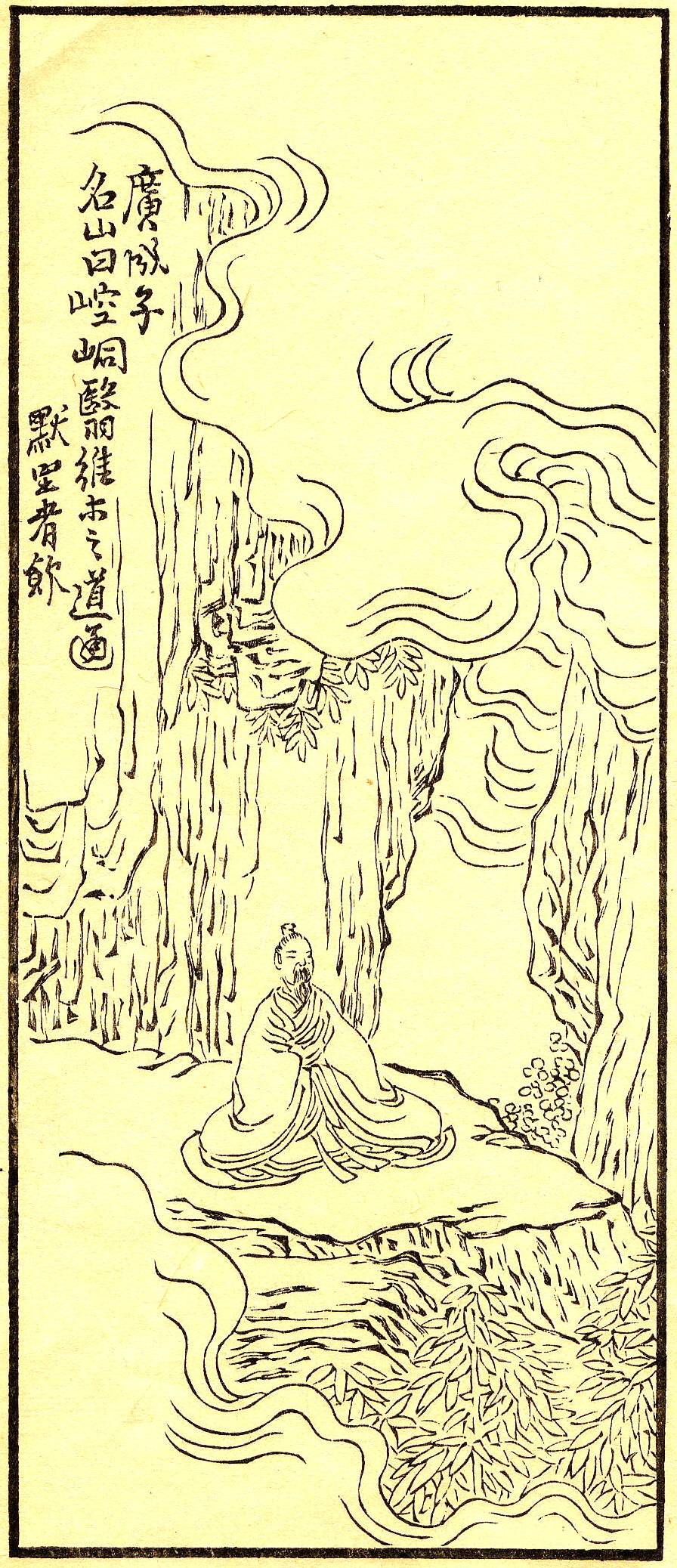
选自任熊《列仙酒牌》

广成子的故事首先出现在《莊子·外篇·在宥》，大意如下：
广成子住在崆峒山的一个石洞裏。黄帝听说后曾专程去拜访他，向他请教修炼道术的要诀。广成子对黄帝说，“你所治理的天下，候鸟不到迁徙的季节就飞走，草木还没黄就凋落了，我和你这样的人有什么可谈呢？”黄帝回去后三个月不理朝政，什么事都不干，然后又去见广成子，很恭敬地跪着走到广成子面前，再三叩拜求教修身的方法。广成子回答说：“修道所达到最高境界就是心中一片空漠，即看不见什么，也听不见什么。凝神静修，你的肉体必然就会十分洁净，你的心神也会非常清爽。不使你的身体劳顿，不使你的精神分散，你就可以长生。注重内心的修养，排除外界的干扰，知道过多的俗事会败坏你的真性。我能牢牢的专注于养性，永远心境平和清净无为，所以活了一千二百岁，而形体上没有一点衰老的迹象。得到我道术的可以成为君王，失去我道术的只能成为凡俗之辈。我的道将把你引向无穷之门，游于无极的原野，与日月同辉，与天地共存。凡人都将死去，而得我道的人却会长存于天地之间。
后世葛洪的《神仙传》等书中也有类似记载，应该都是从《庄子》衍生开去的。《庄子》原文裏说广成子居住的地方是空同，而非后世道藏中所传的崆峒，所以有些学者（比如陈鼓应）就认为空是空虚，空明的意思，而同是混同，冥同的意思，空同合写不过是庄子杜撰的地名。另外，庄子裏明确提到黄帝问道时广成子已经13岁。有些学者（比如钱穆）认为这是晚世神仙家言，《庄子》最初的版本不是这样的。
《太上老君开天经》中的记载与《庄子》不同，认为广成子不过是黄帝之时由太上老君化身而成。

## 《封神演义》中的广成子

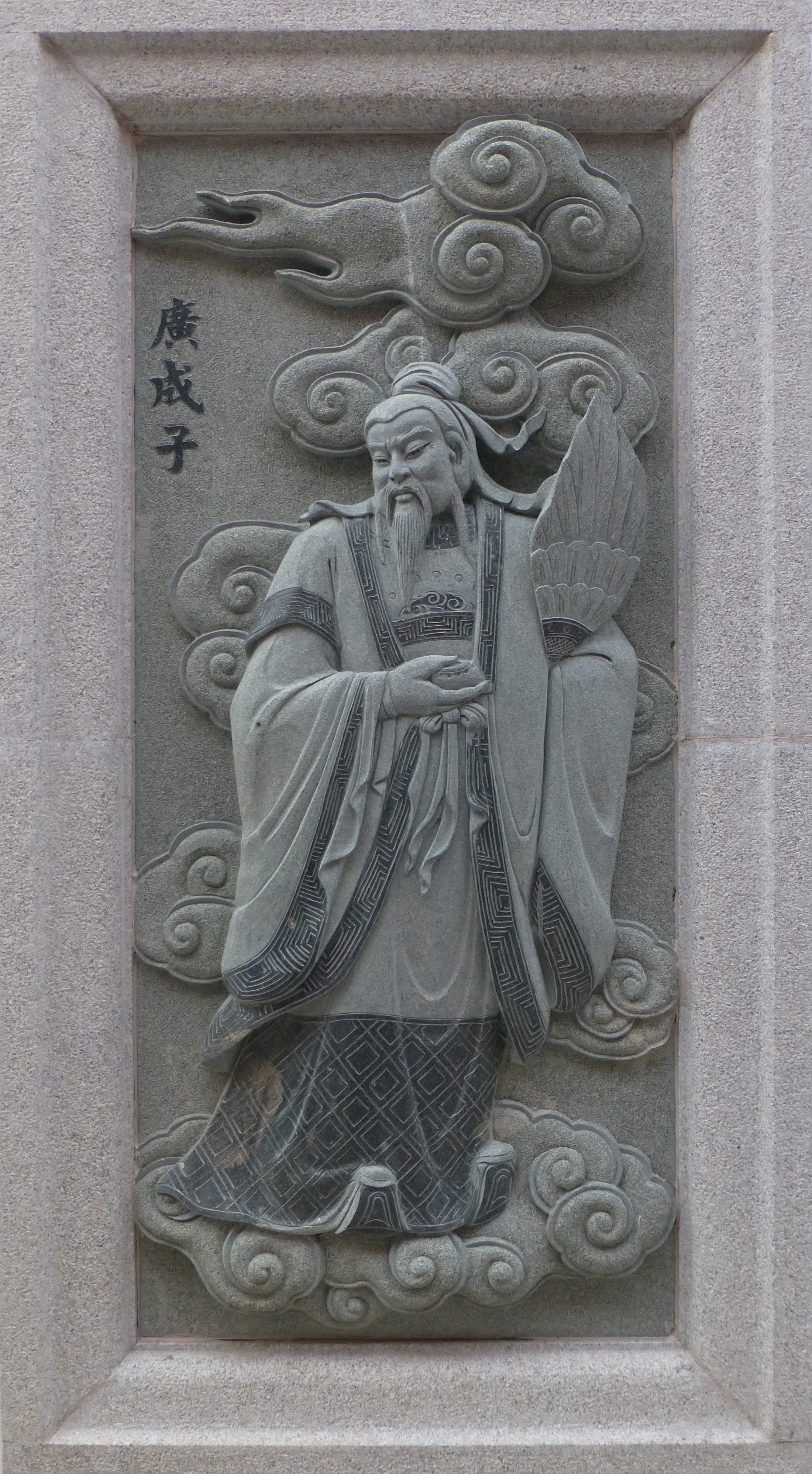
广成子

广成子的民间形象主要来自明朝许仲琳的《封神演义》。在《封神演义》，广成子是元始天尊的徒弟，阐教十二金仙之首，居住在九仙山桃源洞（和道藏中记载的崆峒山不同）。广成子是殷郊的老师，将番天印、落魂鐘、雌雄剑三件宝物交给殷郊，命其下山助姜子牙伐纣。

## 影視形象
- 1989年版中國電視劇《封神榜》：不詳 飾廣成子，大陸版梁麗主演電視劇
- 1990年版中國電視劇《封神榜》：鄧立國飾廣成子
- 2006年版中國電視劇《封神榜之鳳鳴岐山》：金有朋飾廣成子
- 2009年版中國電視劇《封神榜之武王伐紂》：黃京軍飾廣成子
- 2015年版中國電視劇《封神英雄》：黃洪飾廣成子